# ENKUR
ENKUR (англ. Enkurin, TRPC channel interacting protein) – білок, який кодується однойменним геном, розташованим у людей на короткому плечі 10-ї хромосоми. Довжина поліпептидного ланцюга білка становить 256 амінокислот, а молекулярна маса — 29 454.
| 10         |  | 20         |  | 30         |  | 40         |  | 50         |
| ---------- |  | ---------- |  | ---------- |  | ---------- |  | ---------- |
| MDPTCSSECI |  | YNLIPSDLKE |  | PPQPPRYISI |  | FKATVKDDMQ |  | KAKTAMKTMG |
| PAKVEVPSPK |  | DFLKKHSKEK |  | TLPPKKNFDR |  | NVPKKPAVPL |  | KTDHPVMGIQ |
| SGKNFINTNA |  | ADIIMGVAKK |  | PKPIYVDKRT |  | GDKHDLEPSG |  | LVPKYINKKD |
| YGVTPEYICK |  | RNEEIKKAQE |  | DYDRYIQENL |  | KKAAMKRLSD |  | EEREAVLQGL |
| KKNWEEVHKE |  | FQSLSVFIDS |  | IPKKIRKQRL |  | EEEMKQLEHD |  | IGIIEKHKII |
| YIANNA     |  |            |  |            |  |            |  |            |

A: Аланін

C: Цистеїн

D: Аспарагінова кислота

E: Глутамінова кислота

F: Фенілаланін

G: Гліцин

H: Гістидин

I: Ізолейцин

K: Лізин

L: Лейцин

M: Метіонін

N: Аспарагін

P: Пролін

Q: Глутамін

R: Аргінін

S: Серин

T: Треонін

V: Валін

W: Триптофан

Білок має сайт для зв'язування з молекулою кальмодуліну. 
Локалізований у клітинних відростках, війках.